# Grand Prix Jihoafrické republiky 1979
Grand Prix Jihoafrické republiky 1979 (oficiálně XXV Simba Grand Prix of South Africa) se jela na okruhu Kyalami v Midrandu v Jihoafrické republice dne 3. března 1979. Závod byl třetím v pořadí v sezóně 1979 šampionátu Formule 1.

## Závod
| Poř.   | No. | Jezdec                | Konstruktér        | Počet kol | Čas/Odstoupení | Pořadí na startu | Body |
| ------ | --- | --------------------- | ------------------ | --------- | -------------- | ---------------- | ---- |
| 1      | 12  | Gilles Villeneuve     | Ferrari            | 78        | 1:41:49.96     | 3                | 9    |
| 2      | 11  | Jody Scheckter        | Ferrari            | 78        | + 3.42         | 2                | 6    |
| 3      | 4   | Jean-Pierre Jarier    | Tyrrell-Ford       | 78        | + 22.11        | 9                | 4    |
| 4      | 1   | Mario Andretti        | Lotus-Ford         | 78        | + 27.88        | 8                | 3    |
| 5      | 2   | Carlos Reutemann      | Lotus-Ford         | 78        | + 1:06.97      | 11               | 2    |
| 6      | 5   | Niki Lauda            | Brabham-Alfa Romeo | 77        | + 1 kolo       | 4                | 1    |
| 7      | 6   | Nelson Piquet         | Brabham-Alfa Romeo | 77        | + 1 kolo       | 12               |      |
| 8      | 20  | James Hunt            | Wolf-Ford          | 77        | + 1 kolo       | 13               |      |
| 9      | 28  | Clay Regazzoni        | Williams-Ford      | 76        | + 2 kola       | 22               |      |
| 10     | 8   | Patrick Tambay        | McLaren-Ford       | 75        | + 3 kola       | 17               |      |
| 11     | 29  | Riccardo Patrese      | Arrows-Ford        | 75        | + 3 kola       | 16               |      |
| 12     | 30  | Jochen Mass           | Arrows-Ford        | 74        | + 4 kola       | 20               |      |
| 13     | 14  | Emerson Fittipaldi    | Fittipaldi-Ford    | 74        | + 4 kola       | 18               |      |
| Ret    | 31  | Héctor Rebaque        | Lotus-Ford         | 71        | Motor          | 23               |      |
| Ret    | 16  | René Arnoux           | Renault            | 67        | Pneumatika     | 10               |      |
| Ret    | 27  | Alan Jones            | Williams-Ford      | 63        | Zavěšení       | 19               |      |
| Ret    | 7   | John Watson           | McLaren-Ford       | 61        | Zapalování     | 14               |      |
| Ret    | 9   | Hans-Joachim Stuck    | ATS-Ford           | 57        | Nehoda         | 24               |      |
| Ret    | 15  | Jean-Pierre Jabouille | Renault            | 47        | Motor          | 1                |      |
| Ret    | 26  | Jacques Laffite       | Ligier-Ford        | 45        | Nehoda         | 6                |      |
| Ret    | 3   | Didier Pironi         | Tyrrell-Ford       | 25        | Klapka         | 7                |      |
| Ret    | 18  | Elio de Angelis       | Shadow-Ford        | 16        | Nehoda         | 15               |      |
| Ret    | 25  | Patrick Depailler     | Ligier-Ford        | 4         | Nehoda         | 5                |      |
| Ret    | 17  | Jan Lammers           | Shadow-Ford        | 2         | Nehoda         | 21               |      |
| DNQ    | 22  | Derek Daly            | Ensign-Ford        |           |                |                  |      |
| DNQ    | 24  | Arturo Merzario       | Merzario-Ford      |           |                |                  |      |
| Zdroj: |     |                       |                    |           |                |                  |      |

## Průběžné pořadí po závodě
Pohár jezdců
| Pořadí | Jezdec            | Body |
| ------ | ----------------- | ---- |
| 1      | Jacques Laffite   | 18   |
| 2      | Carlos Reutemann  | 12   |
| 3      | Gilles Villeneuve | 11   |
| 4      | Patrick Depailler | 9    |
| 5      | Jody Scheckter    | 7    |
| Zdroj: |                   |      |

Pohár konstruktérů
| Pořadí | Konstruktér  | Body |
| ------ | ------------ | ---- |
| 1      | Ligier-Ford  | 27   |
| 2      | Ferrari      | 18   |
| 3      | Lotus-Ford   | 17   |
| 4      | Tyrrell-Ford | 7    |
| 5      | McLaren-Ford | 4    |
| Zdroj: |              |      |